# Szypleć leszczyniak

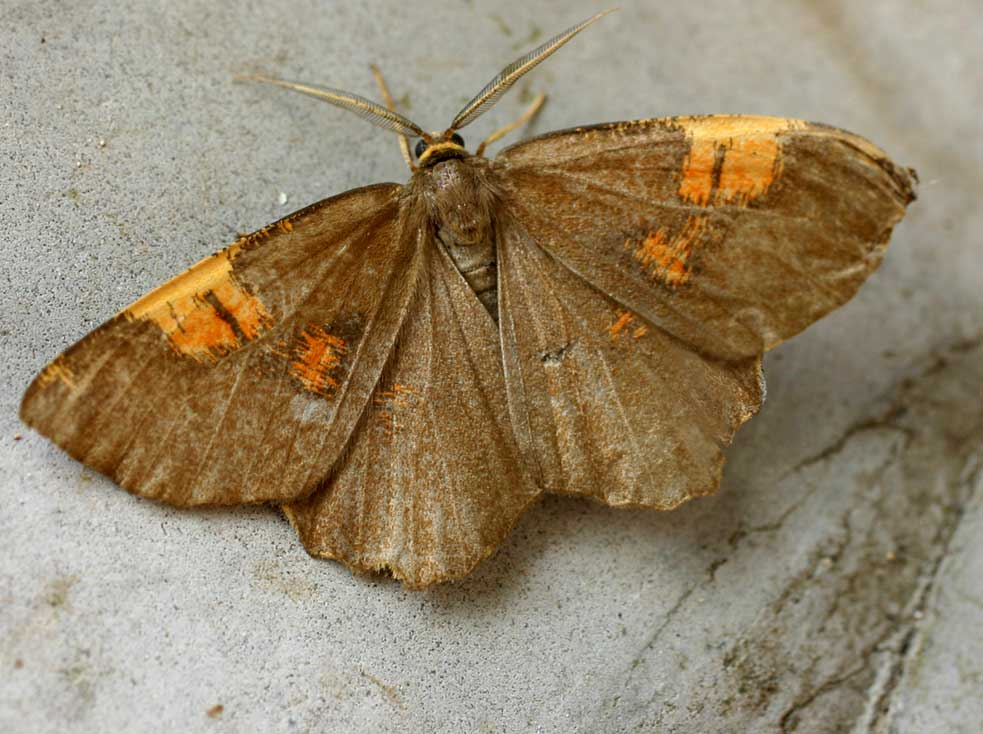
Angerona prunaria f. corylaria

Szypleć leszczyniak (Angerona prunaria) – motyl nocny z rodziny miernikowcowatych (Geometridae). 
Wygląd
Rozpiętość skrzydeł tego motyla wynosi 4-5,5 cm. Znanych jest kilka form barwnych tej ćmy (brąz, żółć, pomarańczowy). Samce mają pierzaste czułki, czym różnią się od samic. Gąsienica brązowożółta.

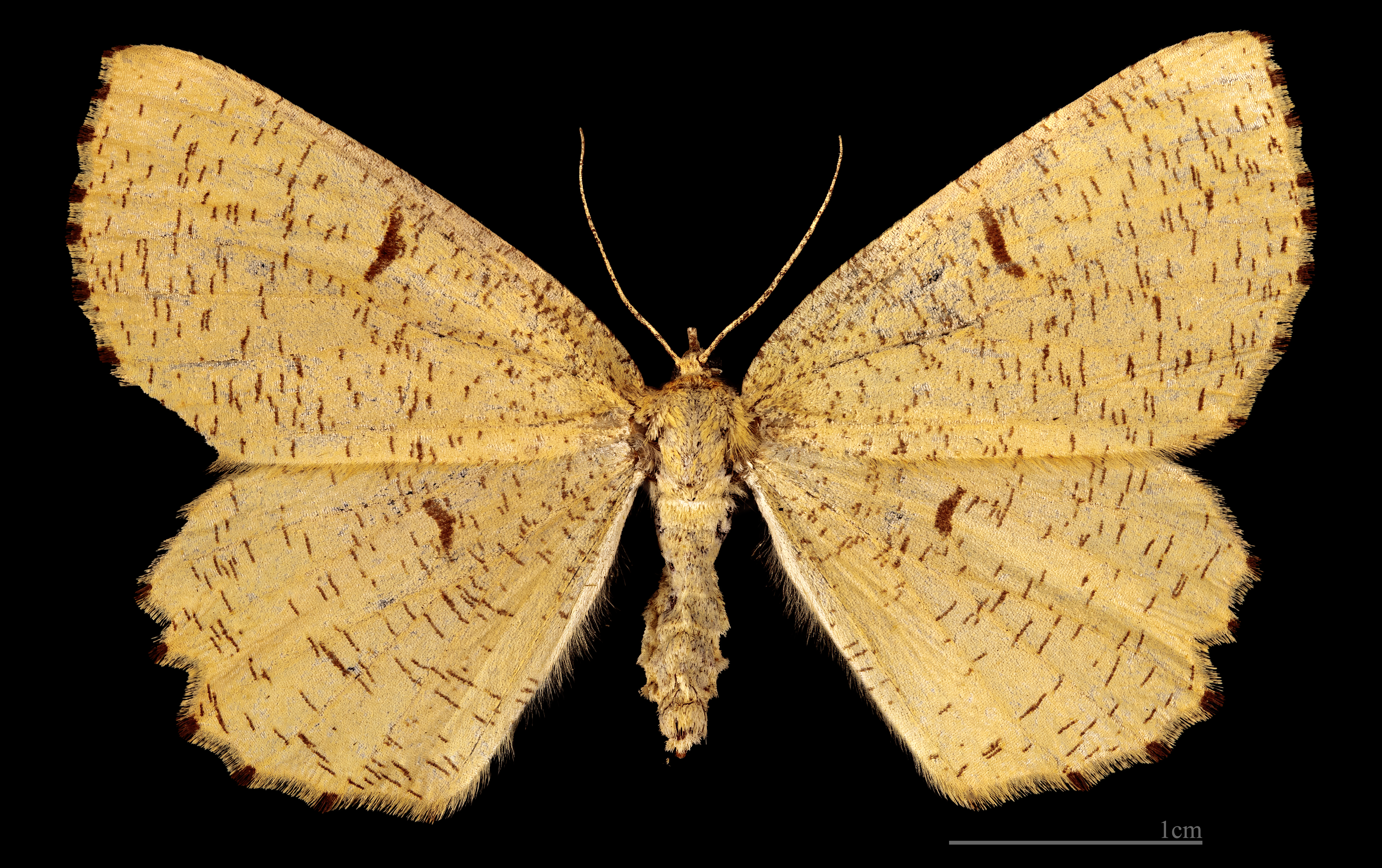
Angerona prunaria prunaria  ♀
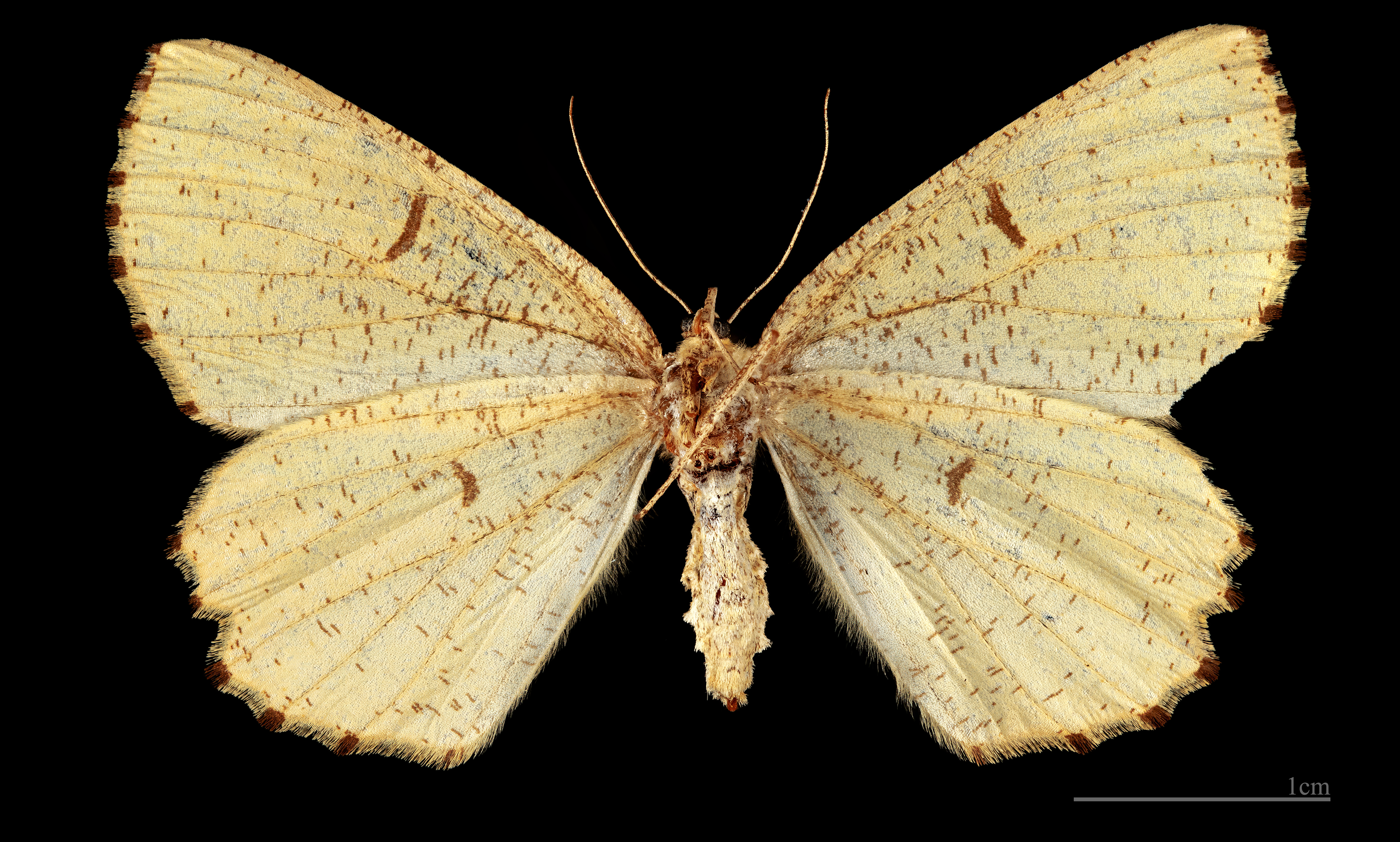
Angerona prunaria prunaria  ♀   △
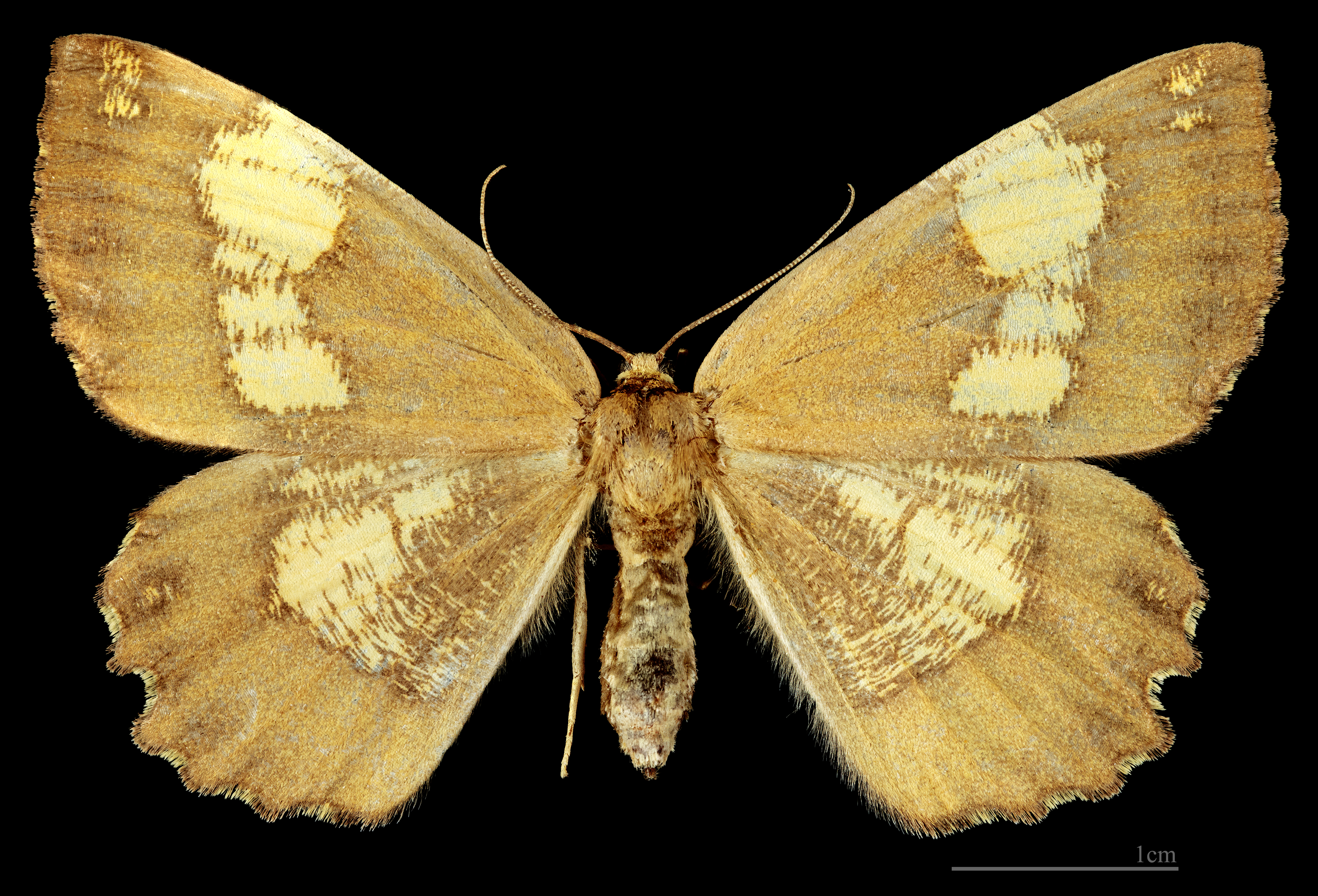
Angerona prunaria corylaria  ♀
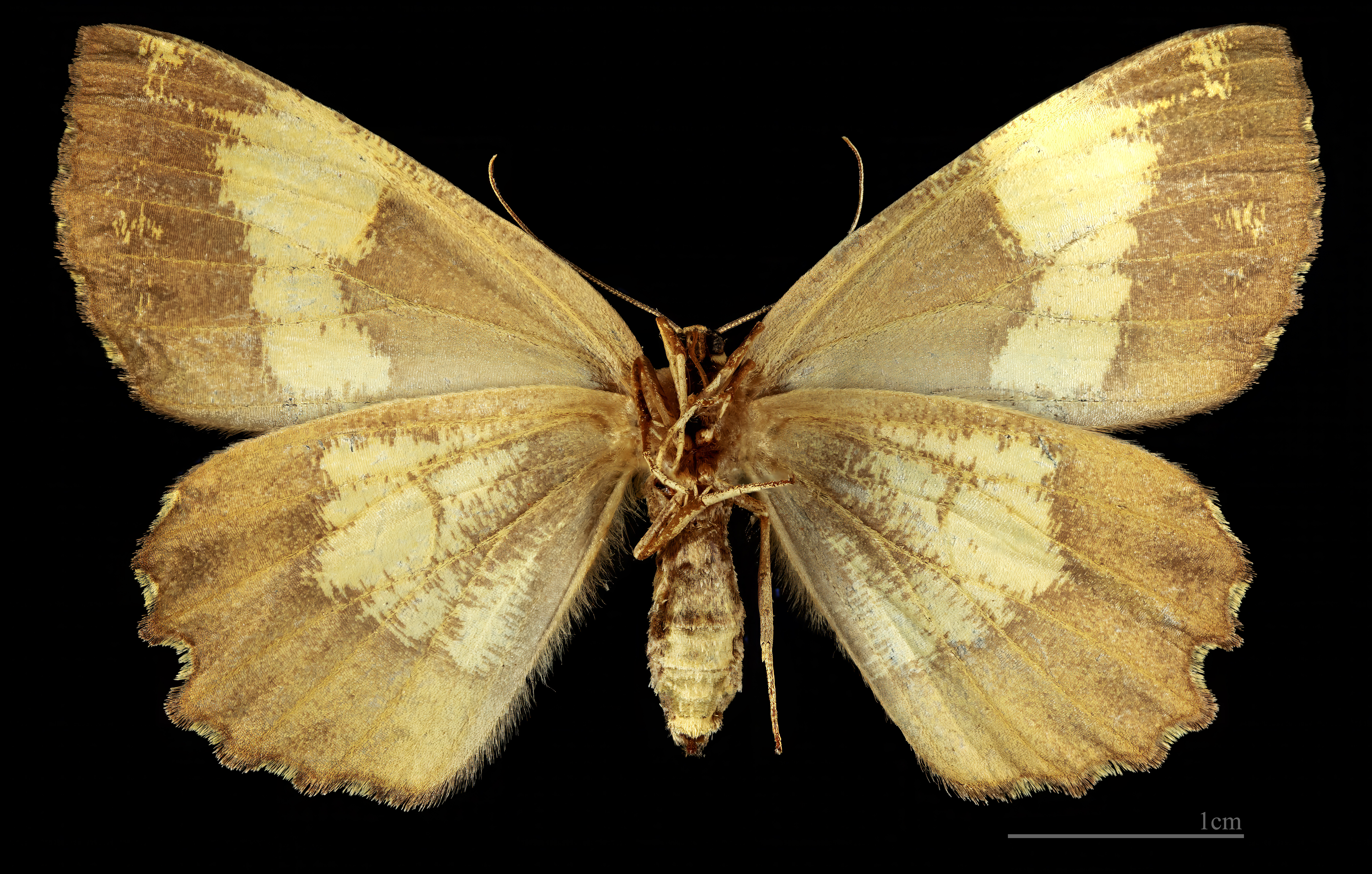
Angerona prunaria corylaria  ♀  △

Występowanie
Europa, Azja (klimat umiarkowany).